# Кадина-Река (станція)
Кадина-Река (мак. ЖС „Кадина Река“) — залізнична станція в Північній Македонії, що розташована на ділянці Скоп'є—Велес, що є частиною міжнародного залізничного коридору Скоп'є—Гевгелія—Салоніки.
Станція розташована на правому березі річки Вардар, неподалік від впадіння в неї річки Кадина-Река.
На станції є три електрифікованих колії. Відстань до головного залізничного вокзалу у Скоп'є становить 30,2 км.